# Paecilaema toledense
El opilión Paecilaema toledense es una especie de arácnido de la familia Cosmetidae, la cual se ha encontrado únicamente en Belice y Guatemala.

## Descripción
Se caracteriza por tener dos tubérculos granulares en el área escutal I, así como un patrón en forma de V, reticular y líneas transversales en el dorso.

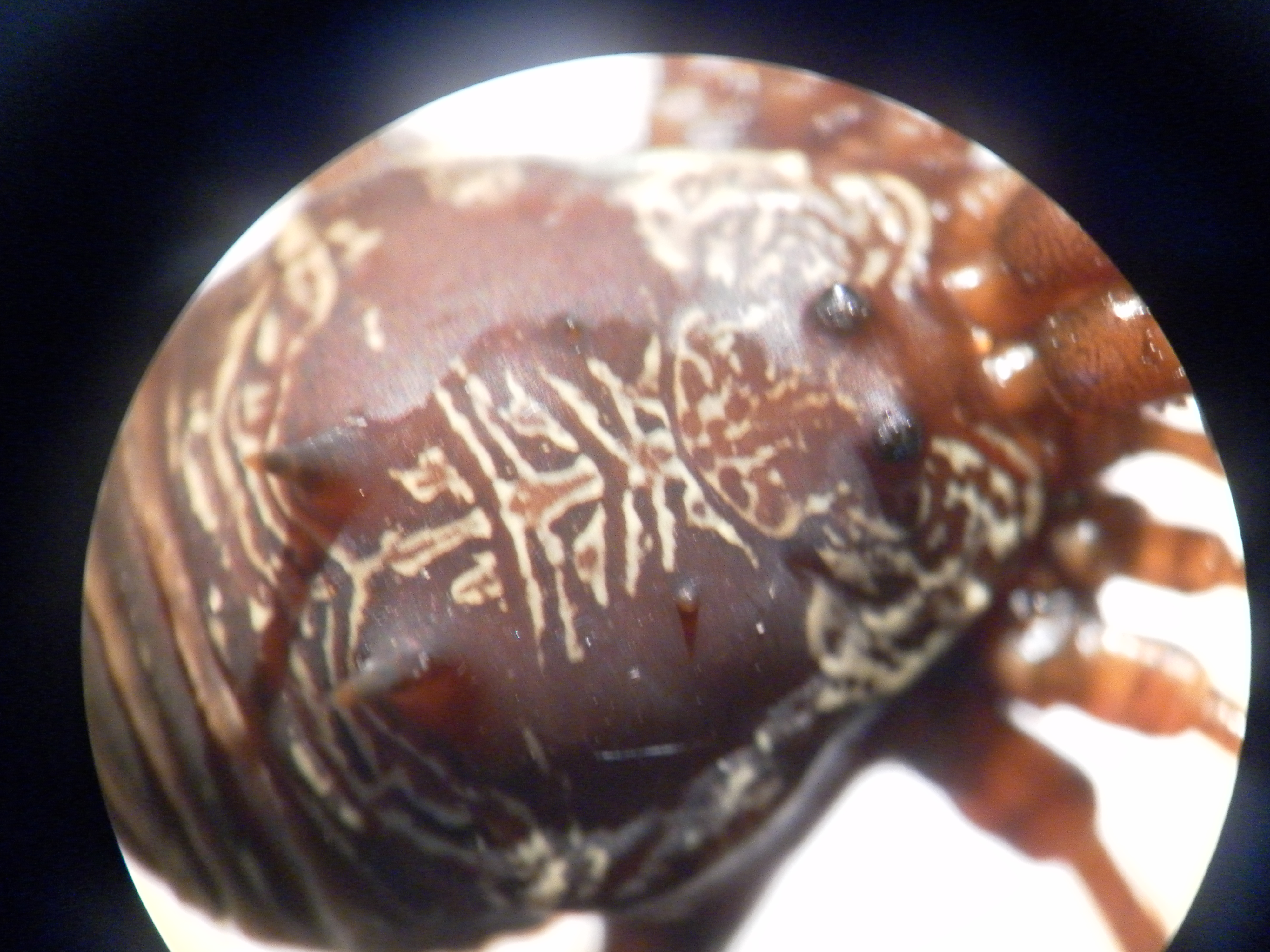
Detalle del dorso de Paecilaema toledense